# Wapen van Vleuten-De Meern
Het wapen van Vleuten-De Meern kent twee versies. De eerste werd op 5 mei 1958 door de Hoge Raad van Adel aan de Utrechtse gemeente Vleuten-De Meern toegekend. Bij de aanvraag van het wapen werd geen kroon toegevoegd. Drie jaar later vroeg de gemeente alsnog een kroon aan dat op 9 juni 1961 werd toegekend. In 2001 ging Vleuten-De Meern op in Utrecht. Het wapen van Vleuten-De Meern is daardoor komen te vervallen als gemeentewapen. Uit het wapen zijn geen elementen overgenomen in het gemeentewapen van Utrecht.

## Blazoenering
De blazoenering van het eerste wapen luidde als volgt:
Gevierendeeld; I van goud, beladen met een halve klimmende leeuw van keel, getongd en geklauwd van azuur; II van keel, bezaaid met gouden blokjes en beladen met een klimmende en aanziende gouden leeuw; III in keel drie ruiten van zilver; IV in zilver drie zuilen van keel.
De blazoenering van het tweede wapen luidde als volgt:
Gevierendeeld; I van goud, beladen met een halve klimmende leeuw van keel, getongd en geklauwd van azuur; II van keel, bezaaid met gouden blokjes en beladen met een klimmende en aanziende gouden leeuw; III in keel drie ruiten van zilver; IV in zilver drie zuilen van keel. Het schild gedekt door een gouden kroon van drie bladeren en twee paarlen.
De heraldische kleuren zijn goud (geel of goud), zilver (wit), azuur (blauw) en keel (rood).

## Geschiedenis
Het wapen is samengesteld uit elementen van de wapens van de gefuseerde gemeenten Haarzuilens, Oudenrijn en Vleuten.

## Verwante wapens

Wapen van Haarzuilens
Wapen van Oudenrijn
Weergave van het wapen van het huis Renesse omstreeks 1483 zoals afgebeeld in het wapenboek Codex 148
Weergave van het wapen van de Renesses volgens het register van de Hoge Raad van Adel.
Wapen van Renesse
Wapen van Vleuten